# Ostrowo Kościelne (gromada)
Ostrowo Kościelne – dawna gromada, czyli najmniejsza jednostka podziału terytorialnego Polskiej Rzeczypospolitej Ludowej w latach 1954–1972.
Gromady, z gromadzkimi radami narodowymi (GRN) jako organami władzy najniższego stopnia na wsi, funkcjonowały od reformy reorganizującej administrację wiejską przeprowadzonej jesienią 1954 do momentu ich zniesienia z dniem 1 stycznia 1973, tym samym wypierając organizację gminną w latach 1954–1972.
Gromadę Ostrowo Kościelne z siedzibą GRN w Ostrowie Kościelnym utworzono – jako jedną z 8759 gromad na obszarze Polski – w powiecie wrzesińskim w woj. poznańskim, na mocy uchwały nr 42/54 WRN w Poznaniu z dnia 5 października 1954. W skład jednostki weszły obszary dotychczasowych gromad Babin, Janowo, Kornaty, Ostrowo Kościelne i Skąpe ze zniesionej gminy Strzałkowo w powiecie wrzesińskim w woj. poznańskim oraz miejscowość Radłowo-leśniczówka z dotychczasowej gromady Polanowo ze zniesionej gminy Powidz w powiecie gnieźnieńskim w tymże województwie. Dla gromady ustalono 15 członków gromadzkiej rady narodowej.
1 stycznia 1956 gromada weszła w skład reaktywowanego powiatu słupeckiego w tymże województwie.
1 stycznia 1970 do gromady Ostrowo Kościelne włączono 219,92 ha z miasta Słupca w tymże powiecie.
31 grudnia 1971 gromadę zniesiono, a jej obszar włączono do gromady Strzałkowo w tymże powiecie.